# ماتيلدا وايت رايلي
ماتيلدا وايت رايلي (بالإنجليزية: Matilda White Riley) ( من مواليد 19 أبريل 1911 - تُوفيت في 14 نوفمبر 2004 ) وهي عالمة في أمراض الشيخوخة. بدأت العمل في جامعة روتجرز كأخصائية قبل أن تصبح أستاذة من 1950 إلى 1973. كتبت ماتيلدا كتابًا دراسيًا ومنه اكتشفت اهتمامها بالشيخوخة. في عام 1973 ، أصبحت رايلي أول امرأة استاذة في كلية بودوين، حيث عملت حتى عام 1981. قضت الكثير من حياتها المهنية كعالمة اجتماع متخصصة في الشيخوخة في المعهد الوطني للشيخوخة، وهو جزء من معاهد الصحة الوطنية الأمريكية. بالإضافة إلى ذلك عملت رايلي مع مؤسسة «راسل سيج» من عام 1974 إلى عام 1977 حيث كتبت أعمالًا حول نموذج الطبقات العمرية ومنظور المجتمع القديم.

## حياتها وتعليمها
ولدت ماتيلدا وايت رايلي في 19 أبريل 1911 في بوسطن بولاية ماساتشوستس. نشأت مع جدتها في برونزويك، بولاية مين. حضرت رايلى الثانوية في مدرسة برنسويك؛ وهناك قابلت زوجها جون جاك. وفي عام 1931، حصلت على درجة البكالوريوس (وبعدها درجة الماجستير) من كلية رادكليف في كامبريدج (ماساتشوستس). في وقت لاحق من نفس العام، تزوجت هي وجون. تزوجا لمدة تسعة وستين عاما حتى وفاة جون في عام 2002. كانت رايلى دائماً مع زوجها جنبًا إلى جنب، وهما يعملان في نفس الوقت على تأليف الأوراق. نُشرت أول ورقة علمية مشتركة بينهما في الثلاثينات من القرن العشرين وتتعلق بسلوك مانع للحمل. عملت رايلي كمساعدة أبحاث في جامعة هارفارد في الفترة من 1932 إلى 1933 ، بينما كان جون طالبًا في الدراسات العليا. ومن عام 1942 إلى عام 1944 ، عملت ريلي كباحثة في السوق وخبيرة اقتصادية في مجلس إنتاج الحرب خلال الحرب العالمية الثانية. قامت رايلي بالتعاون مع والدها بتأسيس شركة أبحاث السوق الأمريكية من عام 1939 إلى عام 1949. وفي وقت لاحق، بدأت حياتها المهنية في علم الشيخوخة في جامعة روتجرز في نيوجيرسي، ثم في كلية بودوين في برونزويك بولاية مين. وفي عام 1972 ، حصلت ريلي على درجة الدكتوراة في العلوم من كلية بودوين، ثم حصلت في عام 1973 على شهادة الدكتوراه في الآداب الإنسانية من جامعة روتجرز.

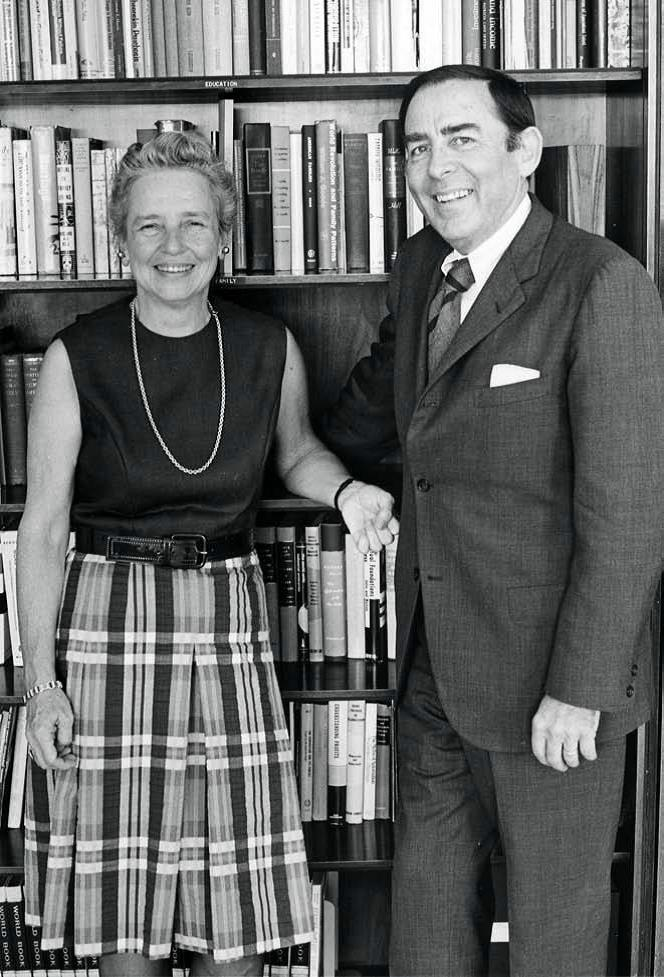
ماتيلدا وايت رايلي وزوجها جون جاك في كلية بودوين عام 1972

## أبرز إنجازاتها المهنية
كانت ماتيلدا وايت رايلي مسؤولة عن أبحاث العلوم الاجتماعية في المعهد الوطني للشيخوخة في معاهد الصحة الوطنية الأمريكية. وكانت واحدة من الرؤساء الرئيسيين لـ NIA ، التي كانت مسؤولة عن الصحة والسلوك. كما شاركت في رئاسة قسم تعاطي الكحول والمخدرات والصحة العقلية (ADAMHA ، الآن SAMSHA) وشاركت في اللجنة التوجيهية للمعهد الوطني للصحة لمشروع معهد الطب حول الصحة والسلوك (1979-1982). عملت كمتحدثة باسم المعهد الوطني للصحة (NIH) لبحوث العلوم السلوكية والاجتماعية، وتنسيق برامج البحوث وتقديم العروض للمعهد. يرجع الفضل لها في تأسيس برنامج البحوث السلوكية والاجتماعية في المعهد الوطني للشيخوخة. كانت هي وزوجها من الرؤساء المشاركين في جمعية «علم الاجتماع» في مقاطعة كولومبيا. ومن عام 1949 إلى عام 1960 ، عملت كمسؤولة تنفيذية في الجمعية الأمريكية لعلم الاجتماع (ASA) ، وأصبحت فيما بعد الرئيسة السابعة والسبعين للجمعية. كان لدى ماتيلدا وايت رايلي 16 كتابًا كتبتها بنفسها أو تم تحريرها مع مؤلفين آخرين. واصلت رايلي عملها من خلال سنواتها الأخيرة، وبدأت بالتركيز على الفصل بين السن والحلول لتحقيق تكامل الأعمار. وفي عام 2016 ، تم تكريم ماتيلدا وايت رايلي بواسطة مكتب العلوم السلوكية والاجتماعية في معاهد الصحة الوطنية الأمريكية.

## الجوائز والأوسمة
- المديرة التنفيذية لجمعية علم الاجتماع الأمريكية (1949-1960).
- رئيسة جمعية علم الاجتماع الشرقية (1976).
- عضوة في الأكاديمية الوطنية للطب (الولايات المتحدة الأمريكية) (1979).
- المديرة المساعدة للبحوث السلوكية والاجتماعية في المعهد الوطني للشيخوخة (1979-1991).[10]
- الرئيسة السابعة والسبعين للجمعية الأمريكية لعلم الاجتماع (1985-1986).
- زميلة في الأكاديمية الأمريكية للفنون والعلوم (1987).[11]
- جائزة العالمة المتميزة (1988).
- قسم ASA بشأن الشيخوخة (1989).
- المساهمة الإبداعية المتميزة في علم الشيخوخة - جمعية علم الشيخوخة الأمريكية (1990).
- عضوة في الأكاديمية الوطنية للعلوم (1994) .[12]
- عالمة اجتماعية في المعاهد الوطنية للصحة (1998).
- أكاديمية بحوث الطب السلوكي.

## تكريمها
في 8 مايو، 1996 تم تكريم ماتيلدا وايت رايلي على عملها كجزء من قسم علم الاجتماع والأنثروبولوجيا في كلية بودوين. وفي عام 2016 ، أعلن مكتب العلوم السلوكية والاجتماعية في معاهد الصحة الوطنية الأمريكية عن برنامج «ماتيلدا وايت رايلي» كجزء من تكريمها.